# All Purpose Structured Eurocontrol Surveillance Information Exchange
All Purpose Structured Eurocontrol Surveillance Information Exchange (kurz: ASTERIX) ist ein von EUROCONTROL veröffentlichtes Protokoll für den Austausch von Flugüberwachungsdaten. Dazu zählen vor allem Radardaten, aber auch z. B. Wetterdaten, Daten zur Zeitsynchronisation und vieles mehr. Das Protokoll löst zunehmend ältere Protokolle wie CAA (Protokoll), das Radar Data Interchange Format und MADREC ab.
Das ASTERIX-Protokoll ist in sogenannte Kategorien von 0 bis 255 eingeteilt (wobei noch nicht alle Nummern vergeben sind). Jede Kategorie umfasst eine bestimmte Art von Daten (z. B. eben Wetterdaten); einige Kategorien sind komplett für die militärische Flugüberwachung reserviert.